# はるどなり
「はるどなり」は、須田景凪の楽曲。デジタル配信限定シングルとしてunBORDE（ワーナーミュージック・ジャパン）より2020年1月24日に各音楽配信サービスにてリリースされた。

## 背景とリリース
2019年12月17日、フジテレビ系 木曜劇場『アライブ がん専門医のカルテ』の主題歌として書き下ろした楽曲、「はるどなり」が制作されたことが発表された。また、同日に公開されたドラマの予告映像では、楽曲の一部が解禁された。
2020年1月24日に配信リリースされた。
曲名の「はるどなり」は「春がすぐそこまで来ていること」を意味する言葉「春隣」に由来する。

## ミュージック・ビデオ
はるどなり
監督：林響太朗
廃屋で見えない何かに向かうように歌う須田本人の姿が収められている。
2020年3月5日にYouTubeで公開された。

## 収録内容
| #         | タイトル       | 作詞・作曲・編曲 | 時間 |
| --------- | -------------- | ---------------- | ---- |
| 1.        | 「はるどなり」 | 須田景凪         | 3:50 |
| 合計時間: | 合計時間:      | 合計時間:        | 3:50 |

## タイアップ
はるどなり
フジテレビ系 木曜劇場「アライブ がん専門医のカルテ」主題歌